# Djamaa
Djamaa (în arabă جامعة) este o comună din provincia El Oued, Algeria.
Populația comunei este de 50.916 locuitori (2008).